# Giulio Gaio
Giulio Gaio (Lamon, 17 dicembre 1886 – Feltre, 7 gennaio 1992) è stato un presbitero, politico e antifascista italiano.
Nell'arco della sua lunghissima vita fu una delle personalità religiose e politiche più prestigiose del Novecento feltrino.
(Sergio Dalla Rosa, p. 34)

## Biografia
Don Giulio Gaio era figlio di Bortolo, un piccolo commerciante ambulante, e di Luigia Alba Fiorenza, nipote di don Federico Fiorenza (1847-1918) parroco e professore del Seminario vescovile di Feltre.
Seguendo l'esempio dello zio a soli 12 anni (1898) entrò in seminario prima in quello di Feltre e dopo quello di Belluno. Nel 1906 ricevette la tonsura dei chierici ma fu subito chiamato per due anni dal Regio Esercito come soldato di leva. Ritornato agli studi fu ordinato sacerdote il 20 settembre 1913 a Thiene. Venne nominato subito vicerettore e insegnante del seminario di Feltre. 
Nel maggio 1915, allo scoppio della prima guerra mondiale, fu richiamato in servizio militare. Scelse di non fare il cappellano militare col grado di tenente ma di condividere la vita della truppa. Lo inviarono nel corpo della Sanità e farà anche l'attendente di un tenente medico. Fu congedato nel febbraio 1919 come appartenente al corpo degli Arditi.

## Prete, “Popolare” e antifascista
Ritornato a fare il prete (vicerettore e professore del Seminario) fonderà a Feltre, in netta opposizione al nascente Fascismo, la prima sezione del Partito Popolare diventandone subito segretario. Nel 1920 diventò responsabile dell'Azione cattolica della Diocesi incarico che sarà confermato nel 1931, dopo che il fascismo aveva sciolto l'organizzazione. Tra il 1923 e il 1925 organizzò la costruzione della casa delle “Opere cattoliche” .
Nel 1934 gli iscritti della Azione cattolica gli regalarono una Fiat 508 Balilla che lo rese leggendario in tutta la diocesi di Feltre, la guidò fino all'età di 99 anni!
Nel 1936 fu insignito del titolo di cameriere segreto di Sua Santità.
Fu preside dello storico istituto magistrale intitolato a Vittorino da Feltre, che era stato fondato nel 1896 dalle Figlie della carità (canossiane). Da insegnante del Seminario ebbe come studenti Albino Luciani, futuro vescovo e papa e lo scrittore e critico letterario Silvio Guarnieri.
Dal 1932 fu responsabile del santuario dei Santi Vittore e Corona di Anzù di Feltre.
diventandone 1939 l'arciprete. Con l'aiuto di nipoti continuerà a risiedere presso il santuario fino alla sua morte.
Dopo alcune scelte tattiche di accordo del PPI locale con i fascisti nelle elezioni del 1921 con l'attentato di Matteotti la determinazione antifascista fu chiara. Tanto era nota posizione di ripulsa di Don Gaio che nel 1931, i fascisti per piegare l'Azione Cattolica di Feltre occuparono la “sua” Casa delle Opere cattoliche e spararono alla finestra nella stanza del Seminario dove dormiva. A completare l'opera ci pensarono i Carabinieri che gli sequestrarono i registri e le bandiere. A fronte delle continue provocazioni fasciste sceglierà l'azione del silenzio e della preghiera, organizzando corsi di esercizi spirituali, prima in seminario e dopo a San Vittore.
Dopo l'8 settembre 1943 divenne il punto di riferimento dell'antifascismo cattolico e moderato feltrino che si coordinò, attraverso diverse personalità e parroci con il colonnello Angelo Giuseppe Zancanaro, per una diffusa “resistenza passiva”. Tra i suoi stretti collaboratori ci furono il ragionier Luigi Doriguzzi, l'onorevole Manlio Pat, Edoardo De Bortoli (Carducci), Antonio Antoniol (Tonin) e altri. 
Nella tragica notte di santa Marina, il 19 giugno 1944, nella quale fu ucciso il colonnello Angelo Giuseppe Zancanaro, suo figlio e altri due persone, don Giulio Gaio fu arrestato dalle SS tedesche e incarcerato fino all'ottobre 1944. Liberato per merito dell'intervento del vescovo Girolamo Bartolomeo Bortignon si rifugiò fino alla fine della guerra nel Seminario di Vittorio Veneto.
Fu sempre legato alle persone che aveva conosciuto durante l'esperienza della Resistenza. Il gran rispetto che il partigiani avevano per lui si concretizzerà con l'acclamazione a presidente onorario dell'Associazione Nazionale Partigiani d'Italia della provincia di Belluno. Significativa fu la sua partecipazione ai funerali civili di un suo amico, comunista e partigiano, Vittore Gorza di Foen di Feltre, primo sindaco di Pedavena.

## Democristiano
Amico personale di Don Luigi Sturzo, dei dirigenti nazionali dell'Azione Cattolica come Luigi Gedda, Mario Rossi e Carlo Carretto quando finì la guerra e la Chiesa si schierò contro il PCI e il PSI don Giulio Gaio rientrò nell'agone politico con tutta la sua forza organizzativa e dell'Azione Cattolica locale. È ricordato per il suo impegno nella formazione dei Comitati Civici nelle elezioni del 18 aprile 1948 e per il contributo che diede al successo della Democrazia Cristiana. Per anni fu un prezioso consigliere di tutti gli esponenti DC del bellunese.

## Arciprete
Nel 1950 diede inizio alla costruzione della nuova chiesa di Anzù che nel 1957 diventerà parrocchia autonoma dedicata a Santa Maria del Rosario con lui vice parroco continuando ad essere arciprete di San Vittore e Corona. Nel 1986, in occasione del suo 100º genetliaco venne soppressa la parrocchia di San Vittore e cessa il titolo di arciprete. 
Muore a 105 anni. Al suo funerale presso la cattedrale di Feltre oltre al vescovo Maffeo Giovanni Ducoli concelebrarono ben 110 sacerdoti. È sepolto nella chiesa di San Vittore e Corona, davanti all'altare maggiore.

## Riconoscimenti
- La città di Feltre, nella frazione di Anzù, ha intitolato una strada a don Giulio Gaio.
- Il Comune di Lamon gli ha dedicato il teatro.[1]